# Vero Charles Driffield
Vero Charles Driffield (7 de mayo de 1848 – 14 de noviembre de 1915) fue un ingeniero químico británico, implicado en la investigación de materiales fotográficos. Junto con el químico suizo Ferdinand Hurter, comercializó el actinógrafo (regla de cálculo para el ajuste de la exposición de fotografías) que habían ideado.

## Semblanza
Driffield se educó en el Liverpool Colegiate y en la Sandbach Grammar School. También asistió a un colegio privado en Southport, donde fue alumno del doctor Knecht, un profesor suizo. Tras dejar la escuela se convirtió en aprendiz de fotógrafo en Southport, aunque finalmente se decidió a estudiar ingeniería.
En 1871 empezó a trabajar de ingeniero en la fábrica Gaskell-Deacon en Widnes, Lancashire, donde el químico jefe era el suizo Ferdinand Hurter. A través de su interés común por la música se hicieron amigos. Alrededor de 1876, Driffield persuadió a Hurter para que se iniciara en la fotografía como entretenimiento. Hurter aplicó su mente científica a la fotografía y juntos desarrollaron importantes investigaciones acerca del ajuste adecuado de la exposición de distintas películas fotográficas, ideando el actinógrafo. Publicaron ocho artículos sobre el tema, y en 1898 se les otorgó conjuntamente la Medalla del Progreso de la Royal Photographic Society.
Driffield murió en 1915. Está enterrado en el recinto de la iglesia de Farnworth, cerca de su antiguo colaborador Ferdinand Hurter.